# Augochlora atrispinis
Augochlora atrispinis är en biart som först beskrevs av Joseph Vachal 1911.  Augochlora atrispinis ingår i släktet Augochlora och familjen vägbin. Inga underarter finns listade.